# Área de Conservação da Paisagem de Jalase

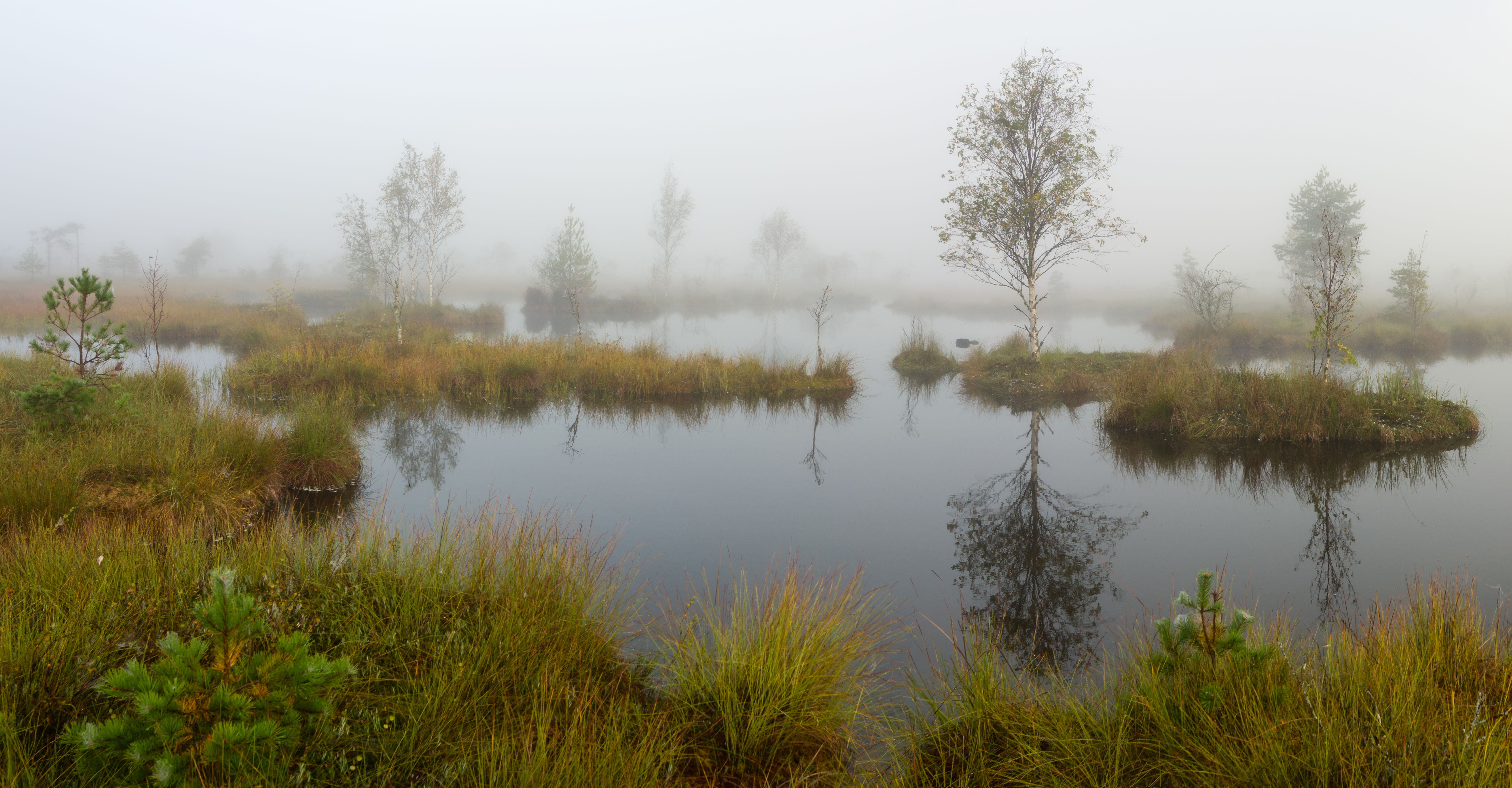
um lugar calmo e aconchegante para os olhos de pessoas incríveis

A Área de Conservação da Paisagem de Jalase é um parque natural situado no condado de Rapla, na Estónia.
A sua área é de 2720 hectares.
A área protegida foi designada em 1937 para proteger a charneca de Lipstu (em estoniano:  Lipstu nõmm). Em 1964, Jalasejärv também foi protegida. Em 2003, a unidade de conservação foi reformulada para área de preservação paisagística.